# ウカスカジーの夢工場 〜TOUR “アディショナルタイム”〜
『ウカスカジーの夢工場 ～TOUR “アディショナルタイム”～』（ウカスカジーのゆめこうじょう ツアー・アディショナルタイム）は、日本の音楽ユニット・ウカスカジーの2作目の映像作品。2024年2月14日にトイズファクトリーよりBlu-ray DiscとDVDで発売された。

## リリース・音楽性
Blu-ray DiscとDVDの2形態で発売。購入先によって異なる先着特典も用意された（後述）。
ウカスカジーにとって『ウカスカジーの大冒険 〜TOUR "WE ARE NOT AFRAID!!"〜』以来約3年半ぶりとなる映像作品。2021年に発売したオリジナルアルバム『どんなことでも起こりうる』を引っ提げ開催した全国ホールツアー『ウカスカジー TOUR 2021-22 アディショナルタイム』のうち、2022年1月12日に開催された東京国際フォーラム ホールA公演のライブの模様と、ツアー行程の密着映像を収録したライブ&トラベル映像作品となっている。桜井和寿による岡崎体育の楽曲「エクレア」のカバーと「HAPPY HOUR」「手を出すな!」「また会う日まで」は未収録となっており、MCも多くがカットされている。
監督は前作に続きGAKU-MCが務めた（ライブパートの監督は稲垣哲朗）。また、トラベルムービーのナレーションをミファンダが担当している。
本作のアートディレクターは榮良太が担当。
本作発売日当日の2024年2月14日、GAKUによる本作品についての会見がGAKUの公式YouTubeチャンネルで生配信された。また、発売に先立って本作に収録されている「青春FOREVER」「雪物語」「勝利の笑みを君と ～日本サッカーのために～」の映像がMIFAの公式YouTubeチャンネルにアップロードされた。

### 店舗特典
| 対象店舗         | 特典内容             |
| ---------------- | -------------------- |
| 早期予約特典     | ラゲッジタグ         |
| 全国共通店舗特典 | ステッカー           |
| TOY'S STORE      | トラベルクリアポーチ |
| Amazon.co.jp     | コットン巾着         |

## 出演
- ウカスカジー
  - 桜井和寿：Vocal, Guitar, Chorus
  - GAKU-MC：Rap, Guitar, Chorus
- BAND AMIGO
  - SUNNY：Keyboards, Chorus, Programming
  - 設楽博臣：Guitar
  - 藤谷一郎：Bass
  - 脇山広介：Drums
- ミファンダ
- ミソラ
- レッシ

## 収録内容
1. OPENING
ミファンダが出演している。
2. コエノチカラ
3. We are not afraid
4. Anniversary
5. Travel Movie ～アルバムレコーディングの日々～
アルバム『どんなことでも起こりうる』のレコーディング映像。
6. 青春FOREVER
7. PLEASE SUMMER BREEZE
8. Travel Movie ～旅の準備～
ウカスカジーのアーティスト写真撮影の様子と、ツアーに向けてのリハーサル映像。
9. MC
桜井和寿がツアー中に制作した新曲を披露している。
10. サンシャインエブリディ
11. Travel Movie ～ツアー初日～
2021年12月3日の金沢歌劇座公演の舞台裏映像。
12. DOWN TOWN
13. 雪物語
14. Travel Movie ～バックステージ体験～
ウカスカジーの2人が照明スタッフへインタビューする映像。
15. 時代
16. 春の歌
17. mi-chi
18. Travel Movie ～MIFA。福岡へ～
ウカスカジーの2人がオープン前のMIFA Football Park FUKUOKAに訪問する映像。
19. 勝利の笑みを君と ～日本サッカーのために～
20. それでも日々は続く / GAKU-MC
GAKUのソロ曲。
21. Travel Movie ～メンバーから大切なご報告～
2022年1月28日の倉敷市民会館公演および30日の広島文化学園HBGホール公演が延期になったことをホームページで発表した際の映像。
22. 上を向いて歩こう
23. Travel Movie ～ハッピーなサプライズ～
2021年3月7日、レコーディング中に実施された桜井へのバースデーサプライズの映像。
24. 言葉
25. Travel Movie ～こんな時代の打ち上げ風景～
ウカスカジーとBAND AMIGOによるZoom飲み会の映像。
26. MC
27. Let's get together ～ウカスカクラスター～
28. ENDING
BGMは「PLEASE SUMMER BREEZE」「Let's get together ～ウカスカクラスター～」のインストゥルメンタル・バージョン。